# Ewa Toporowska-Kowalska
Ewa Jolanta Toporowska-Kowalska (ur. 1 kwietnia 1963) – polska lekarka, specjalistka pediatrii i gastroenterologii, wykładowczyni Uniwersytetu Medycznego w Łodzi. 

## Życiorys
Ewa Toporowska-Kowalska w 1987 ukończyła studia lekarskie na Akademii Medycznej w Łodzi. W 1996 uzyskała na Akademii Medycznej w Łodzi doktorat w dziedzinie nauk medycznych na podstawie napisanej pod kierunkiem Krystyny Wąsowskiej-Królikowskiej dysertacji Test poheparynowej aktywności oksydazy diaminowej (DAO) w osoczu a obraz morfologiczny błony śluzowej jelita cienkiego u dzieci z biegunką przewlekłą. W 2007 habilitowała się na Uniwersytecie Medycznych w Łodzi w dziedzinie nauk medycznych, specjalność pediatria i gastroenterologia, przedstawiwszy dzieło Występowanie pierwotnej neuropatii trzewnej oraz czynników wywołujących wtórną gastropatię u dzieci i młodocianych z cukrzycą typu I. W 2023 otrzymała tytuł profesora nauk medycznych i nauk o zdrowiu.
Zawodowo związana z Uniwersytetem Medycznym w Łodzi, gdzie pracuje na stanowisku profesora uczelni w III Katedrze Pediatrii Wydziału Lekarskiego.
Członkini m.in. Polskiego Towarzystwa Żywienia Klinicznego Dzieci, Pediatrycznego Forum Profilaktyki Chorób Cywilizacyjnych, Fundacji Serce dla Serc Centralnego Szpitala Klinicznego Uniwersytetu Medycznego w Łodzi.